# Vodice u Tábora
Vodice (deutsch Woditz) ist eine Gemeinde mit 190 Einwohnern (2006) im Okres Tábor in Südböhmen in Tschechien.

## Gemeindegliederung

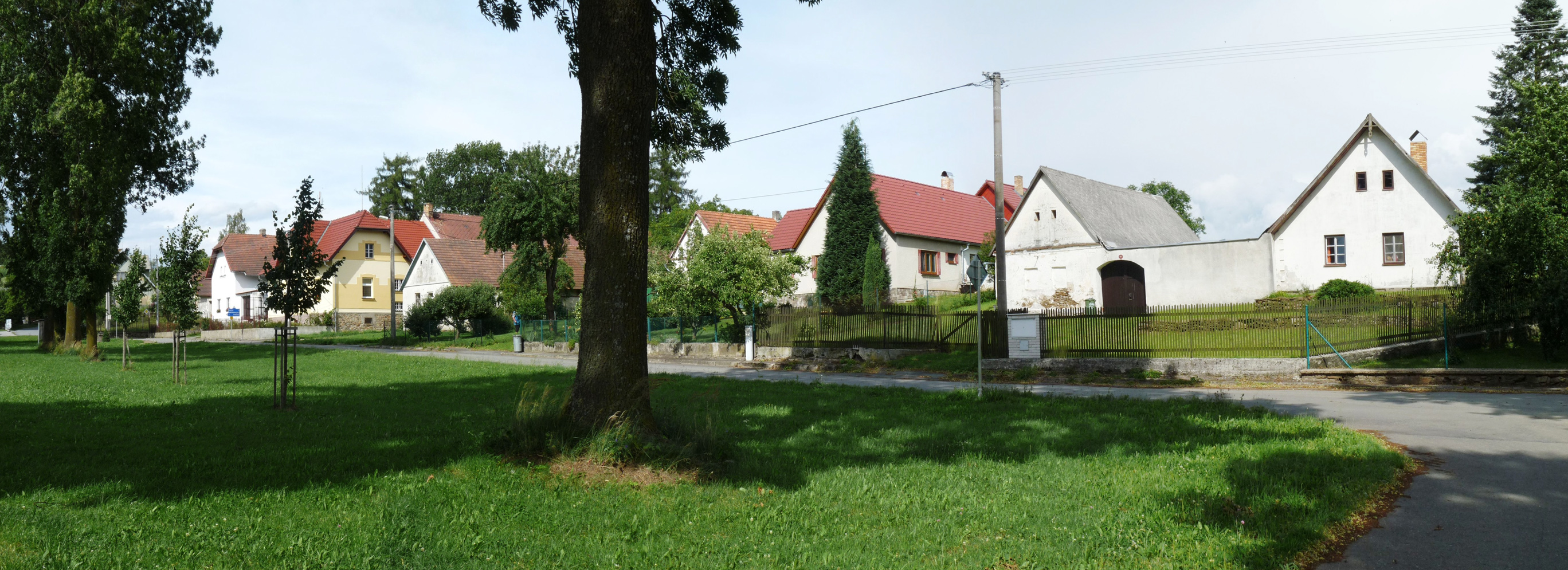
Ortsansicht

Die Gemeinde Vodice besteht aus den Ortsteilen Babčice, Domamyšl, Hájek, Hamerský vrch, Malešín, Osikovec und Vodice. Zu Vodice gehören zudem die Einschichten Blatiny, Bouřilka, Bydlín, Hadovky, Kozlov und Mladá Domamyšl.
Das Gemeindegebiet gliedert sich in die Katastralbezirke Babčice, Domamyšl, Malešín u Vodice und Vodice u Tábora.

## Sehenswürdigkeiten
- Schloss Vodice

In Babčice befinden sich ein jüdischer Friedhof aus dem Jahr 1840 mit etwa 200 Grabsteinen und eine ehemalige Synagoge.